# Digão (1985)
Rodrigo Izecson dos Santos Leite zkráceně Digão (* 14. října 1985 Brasília, Brazílie), je bývalý brazilský fotbalový obránce a bratr slavného fotbalisty Kaká. Během angažmá v belgickém klubu Standart Lutych se stal vítězem ligy.

## Přestupy
- z São Paulo FC do AC Milán za 500 000 Euro

## Úspěchy

### Klubové
- - 1× vítěz belgické ligy (2008/09)